# Mycocaliciaceae
Mycocaliciaceae A.F.W. Schmidt – rodzina grzybów z rzędu Mycocaliciales.

## Systematyka
Pozycja w klasyfikacji według Index Fungorum: Mycocaliciaceae, Mycocaliciales, Mycocaliciomycetidae, Eurotiomycetes, Pezizomycotina, Ascomycota, Fungi.
Według aktualizowanej klasyfikacji Index Fungorum bazującej na Dictionary of the Fungi do rodziny tej należą rodzaje:
- Asterophoma D. Hawksw. 1981
- Brunneocarpos A. Giraldo & Crous 2016
- Catenomycopsis Tibell & Constant. 1991
- Chaenothecopsis Vain. 1927 – trzoneczniczka
- Mycocalicium Vain. 1890 – grzybecznik
- Phaeocalicium A.F.W. Schmidt 1970 – palczarek
- Protocalicium Woron. 1927
- Stenocybe Nyl. ex Körb. 1855 – zniczek

Nazwy polskie według W. Fałtynowicza.